# Chaplin som Bankbud
Chaplin som Bankbud er en amerikansk stumfilm fra 1915 af Charlie Chaplin.

## Medvirkende
- Charles Chaplin - Charlie
- Edna Purviance - Edna
- Carl Stockdale - Charles
- Charles Inslee
- Leo White - Clerk